# Albrecht Behmel
Albrecht Behmel (ur. 24 marca 1971 w Schwarzwaldzie) – niemiecki pisarz i historyk.

## Życie i twórczość
Behmel studiował historię, filozofię i politologię w Heidelbergu i Berlinie, w którym obecnie mieszka. Jest autorem powieści, scenariuszy i powieści popularnonaukowych, a w 2003 roku otrzymał nagrodę za słuchowisko radiowe opowiadające o irlandzkim twórcy Flannie O’Brien przyznaną przez Deutsche Akademie der Darstellenden Künste. Albrecht Behmel w swoich książkach porusza tematy takie jak Berlin, miejskość, dialekty, problemy ludzkiej komunikacji, Internet, filmy klasy B oraz konie.

## Publikacje
- 2011 Die Mitteleuropadebatte in der Bundesrepublik Deutschland. Zwischen Friedensbewegung, kultureller Identität und deutscher Frage. Hannover
- 2011 1968 – Die Kinder der Revolution. Der Mythos der Studentenbewegung im ideengeschichtlichen Kontext des „hysterischen Jahrhunderts” 1870 bis 1968. Hannover
- 2010 Homo Sapiens 'Berliner Art'. Passau
- 2005 Von der Kunst, zwischen sich und dem Boden ein Pferd zu behalten. Berlin
- 2003 'Ist das Ihr Fahrrad, Mr. O’Brien?' Eine Hörspielcollage aus der Welt der Wissenschaft und des Suffs. Kaiserslautern
- 2001 Das Nibelungenlied. Ein Heldenepos in 39 Abenteuern. Stuttgart.
- 2001 Was sind Gedankenexperimente? Kontrafaktische Annahmen in der Philosophie des Geistes – der Turingtest und das Chinesische Zimmer. Stuttgart.
- 2000 Themistokles, Sieger von Salamis und Herr von Magnesia. Die Anfänge der athenischen Klassik zwischen Marathon und Salamis. Stuttgart

## Internet
- Interview Blog
- Blog